# San Andrés de Giles (partido)
Pour les articles homonymes, voir San Andrés de Giles.
San Andrés de Giles est un partido situé dans la province de Buenos Aires, fondée en 1806, dont le chef-lieu est San Andres de Giles.

## Géographie

### Frontières
Il est limitrophe des partidos Exaltación de la Cruz au nord-ouest, de Mercedes au sud, de Luján au sud-est, de Suipacha au sud-ouest, de Carmen de Areco à l'ouest et de San Antonio de Areco au nord-ouest.
Il occupe 113 204 ha et a une population de 20 829 habitants (2001). La densité de population est de 16,2 habitants par km². Le maire actuel est Carlos Puglelli. Il y a une distance de 103 km jusqu'à Buenos Aires.

### Démographie
La population était estimée à 22 240 habitants en juin 2007.
- Population en 1991 : 18 302 habitants (Indec, 1991) ;
- Population en 2001 : 20 829 habitants (Indec, 2001).

### Sismicité
La région se situe sur la sous-faille du rio Paraná, et sur la sous-faille du Río de la Plata, à faible sismicité. La dernière activité sismique se produisit le 5 juin 1888, avec une magnitude probable, à Pavón, de 4,5 sur l’échelle de Richter, dans le cadre du séisme du Río de la Plata de 1888.

## Politique

### Liste des maires
| Nom                    | Mandat                              | Parti |
| ---------------------- | ----------------------------------- | ----- |
| Julio César Rossi      | 10 décembre 1983 — 10 décembre 1987 | UCR   |
| Aldo Hugo Nascimbene   | 10 décembre 1987 — 15 octobre 2001  | UCR   |
| Mario Eduardo Díaz     | 15 octobre 2001 — 10 décembre 2003  | UCR   |
| Luis Alberto Ghione    | 10 décembre 2003 — 26 février 2014  | PJ    |
| Carlos Javier Puglelli | 26 février 2014 — 10 décembre 2021  | FR    |
| Miguel Gesualdi        | Depuis le 10 décembre 2021          | FR    |

## Personnalités
- Mario Meoni (1965-2021), homme politique argentin, est mort à San Andrés de Giles.